# Streblochaete
Streblochaete là một chi thực vật có hoa trong họ Hòa thảo (Poaceae).

## Loài
Chi Streblochaete gồm các loài: